# Charles Platek
Pas d'image ? Cliquez ici

a Compétitions nationales et continentales officielles uniquement.

b Matchs officiels uniquement.
Dernière mise à jour le 18 juin 2023.
Charles Platek (Charly), né le 12 octobre 1986, est un joueur de rugby à XV et à sept français qui évolue au poste d'arrière (1,78 m pour 84 kg).

## Biographie
Le 2 juin 2007 il se fait une fracture double tibia-péroné au cours d'un match avec l'équipe de France de rugby à sept contre les Samoa lors du tournoi d'Édimbourg.

## Carrière
- 2005- 2007 : CA Brive
- 2007-2009 : Union Bordeaux Bègles
- 2009-2010 : Bugue Athletic Club (Championnat de France de 1re division fédérale)
- 2010-2015 : Union sportive montalbanaise
- 2015-2017 : SC Nègrepelisse
- 2017-2018 : Avenir valencien

## Palmarès
- Équipe de France -19 ans (participation au championnat du monde 2005 en Afrique du Sud : 5 sélections, 3 essais, 4 transformations, 3 pénalités)
- Équipe de France -18 ans (3 sélections en 2004 contre le Pays de Galles, l'Écosse et l'Irlande : 1 essai, 5 transformations, 3 pénalités)
- Grand Chelem des -18 ans au Tournoi des 6 nations 2004
- Équipe de France de rugby à sept (participation aux tournois de Tunisie, Dubaï et Géorgie 2006 et San Diego, Tunis, Hong Kong, Adélaïde, Tanger, Londres et Édimbourg 2007)
- Vainqueur du tournoi de Tanger : 2007